# 投票

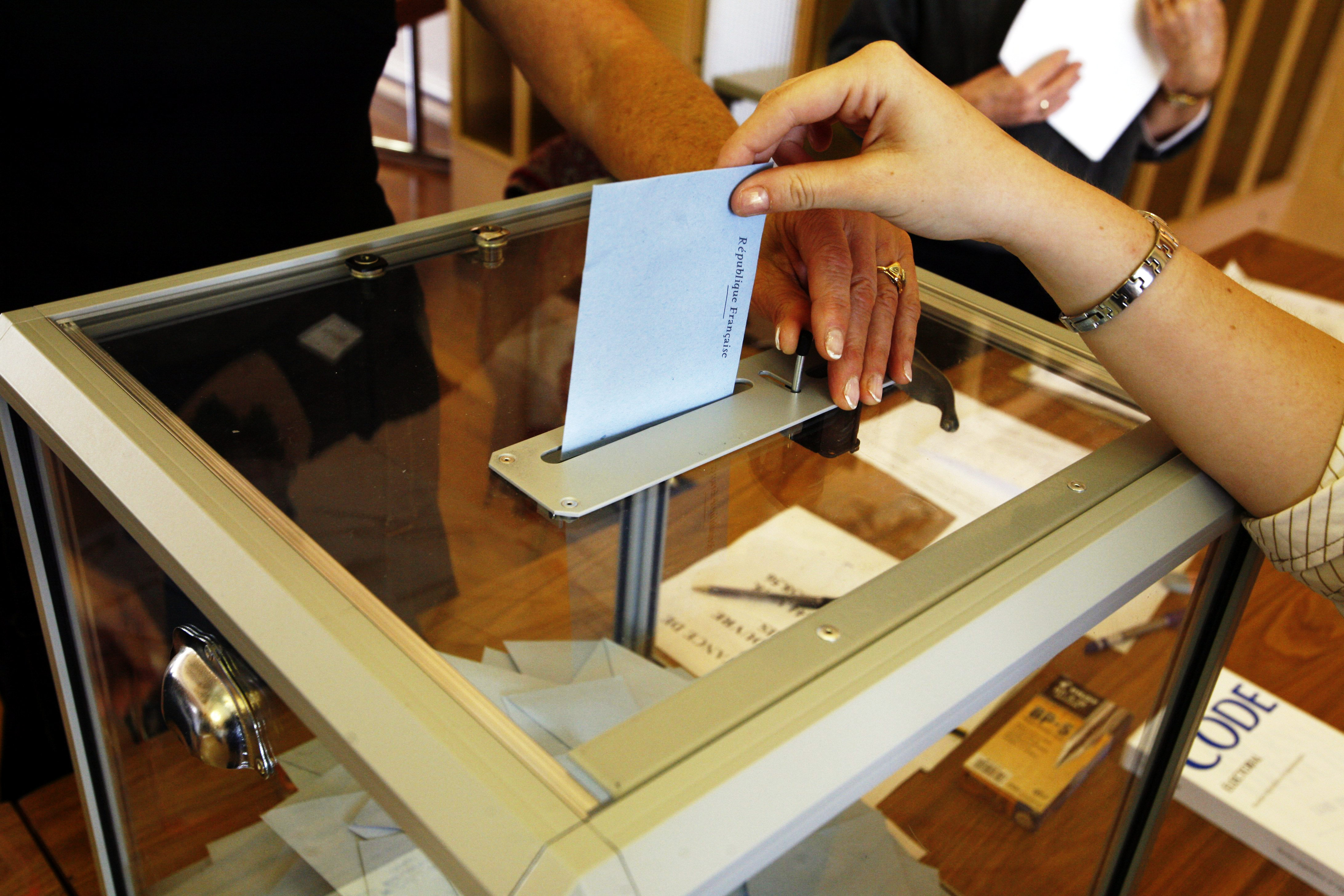
投票は民主主義において多用される方法である（フランス）

投票（とうひょう、英語: voting）とは、ある集団で特定の地位に就くべき者を決定したり（選挙）、団体としての意思を決定するために各成員（選挙民、会議や学級会の参加者など）が個々の意思表示を行う行為。
意思の分布を調べるためにも行われる。
なお、明治初期には選挙の投票は「入札」と称されたこともある。

## 概説
投票は選挙など多数人の集合的な意思を決定する場合に用いられるが、多数人の集合的な意思決定の方法は必ずしも投票に限られるわけではない。例えば役員選挙などで合議体の議長あるいはその他の者がある人を推薦し全員異議なく賛成して選任された場合などは投票は行われない。
投票は、構成員による意思表示の方法のひとつであり、国民投票や住民投票などでは議案に対する賛否などの選択を行い、また代表者（議員）、統治者（大統領、知事など）、その他権力者（議長、委員長、役員、判事など）などの選挙では、それぞれの人物選択あるいは信任を行う。投票結果が決定にどの程度重視されるか、選出された人物に対する任命者が誰かなどは、その制度による。

## 公開主義と秘密主義
投票には公開主義と秘密主義がある。
公開主義は公明正大に各人がその責任を明らかにするという趣旨に基づく。例えば議会での議案の採決は議員がいかなる投票をしたか明らかにするため公開を原則とする。
一方、議員の選挙など特に人事に関する投票では投票の秘密が保たれなければ、私交の上に影響したり、選挙人が自由意志で投票することが困難となる。さらに公開主義だと投票における買収などの不正行為においてその証拠立てに利用されるおそれがある。

## 投票と選択
選好投票・ランキング投票 (ranked vote) ・優先順位投票
投票者が選好順序に従って投票する方法。
採点投票 (scored vote) ・レイティング投票
投票者は各々の選択肢に点数をつける方法。つまり、投票者は候補者に対して審査員のように採点を行う。範囲投票を参照のこと。
累積投票 (cumulative voting)
投票者が票の価値を複数の候補に分散させたり、1つの候補に集中させたりといった選び方ができる方法。日本では取締役の選任について規定がある（会社法第342条）。

## 選挙と投票
選挙は選挙人による投票で行われることを原則とするが、無投票選挙（無投票、without a vote）になった場合のように投票によらずに当選人が決定される場合もある（無投票当選）。
無投票の制度は立候補が届出制となっている場合に採用されており、候補者がその選挙における定数を超えないときはその立候補者を当選人とする制度である。届出候補者が定数を超えないのに他に立候補の届出を出す者がいない場合、選挙民が暗黙にその届出候補者を適任者として承認したとみられるためである。

### 投票の方式
単票 (single vote)・単記投票
投票者が最もよいと思う候補者名または政党名を一つ選択する。単純小選挙区制は単票を用いる。
複票 (multiple vote) ・連記投票
投票者がよいと思う候補者名または政党名を複数選択する。認定投票ではこのような複票を使う。

### 投票の手段
投票用紙
投票のために調製された用紙を投票用紙という。
インターネット投票(Internet voting)
インターネットで候補者をクリックで押して決める投票のこと。
日本では民間にでの各種アンケート調査で実現されているが、国政選挙などではセキュリティやなりすましなどの課題から一度も行われていない。
インターネット投票による選挙が実用化されたのは、2008年アメリカ合衆国大統領選挙における一部の州の選挙人の投票などである。
電子投票(electronic voting)
票を入れる行為を電子化した投票（方式）のこと、 あるいはそのような投票を行うことをいう。投票所における投票で電子機器を用いて行う投票のほか、インターネットなどのネットワークを介しての投票などが含まれる。
詳しくは、電子投票を参照のこと。

### 選挙の管理

#### 投票区
投票管理の単位となる区域を投票区という。通常、投票は選挙区をさらに細かい投票区に分けた投票区ごとに実施管理される。

#### 投票所
投票を行う場所を投票所といい選挙期日前に告示される。投票所は法令で定められた時刻に従って開閉を行う。

#### 投票の点検
投票箱を開披して投票を点検し投票の有効無効を決定する単位となる区域を開票区という。開票を行う場所を開票所という。
投票の点検作業は、投票の有効無効の決定や各候補者の有効得票数の算定などである。

## 関連書籍
- 『選挙のパラドクス』なぜあの人が選ばれるのか？　ウィリアム・パウンドストーン　篠儀直子訳　青土社 2008年（平成20年）　ISBN 978-4-7917-6415-0